# Mike van Deripe
Mike van Deripe (...) è un giocatore di football americano statunitense che gioca come quarterback per i Biberach Beavers.